# Kurmangazy Sagyrbayuly
Kurmangazý Sagyrbáiev (kazajo: Құрманғазы Сағырбайұлы; ruso: Курмангазы Сагырбаев; 1823-1896), fue un compositor, instrumentista y artista kazajo. Está enterrado en el Astracán región del Bajo Volga en la actual Federación de Rusia. La imagen de Sagyrbáiev se ha utilizado en una estampilla y en Kazajistán en los billetes de 5 Tenge en la década de 1990.

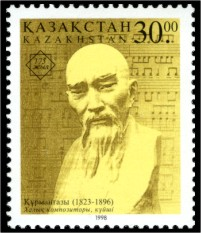
Sello de Kazajistán dedicado a Kurmangazý Sagyrbayulý, 1998 (Michel 208)